# Estación de Alcanadre
Alcanadre es una estación ferroviaria situada en el municipio español de Alcanadre en la comunidad autónoma de La Rioja. Dispone de servicios de Media Distancia operados por Renfe.

## Situación ferroviaria
La estación se encuentra en el punto kilométrico 47,8 de la línea férrea de Castejón a Bilbao por Logroño y Miranda de Ebro a 318 metros de altitud.

## Historia
La estación fue inaugurada el 30 de agosto de 1863 con la apertura del tramo Castejón-Orduña de la línea férrea que pretendía unir Castejón con Bilbao. Las obras corrieron a cargo de la Compañía del Ferrocarril de Tudela a Bilbao creada en 1857. En 1865 la compañía se declaró en suspensión de pagos por no poder superar las dificultades económicas derivadas de la inversión realizada en la construcción de la línea y fue intervenida por el Banco de Bilbao. En 1878, fue absorbida por Norte que mantuvo la titularidad de la estación hasta la nacionalización del ferrocarril en España en 1941 y la creación de RENFE.
Desde el 31 de diciembre de 2004 Renfe explota la línea mientras que Adif es la titular de las instalaciones ferroviarias.

## La estación
Se sitúa al norte del núcleo urbano. A diferencia de la gran mayoría de estaciones de este tramo sí conserva su edificio para viajeros original aunque este ha sido reconvertido en albergue para los peregrinos que recorren la Ruta Jacobea del Ebro. Cuenta con dos vías y dos andenes laterales. Los cambios de uno a otro se realizan a nivel. La estación se encuentra en servicio, aunque permanece cerrada. Tampoco dispone de máquina autoventa de billetes.

## Servicios ferroviarios

### Media Distancia
El tráfico de Media Distancia con parada en la estación tiene como principales destinos Zaragoza y Logroño. 
| Línea MD | Trenes          | Origen/Destino |  | Destino/Origen |
| -------- | --------------- | -------------- |  | -------------- |
| 22       | Regional Exprés | Zaragoza       |  | Logroño        |